# Crowdus Automobile Company
Crowdus Automobile Company war ein US-amerikanischer Hersteller von Automobilen.

## Unternehmensgeschichte
Die Produktion von Automobilen begann bereits im Dezember 1899. Sie wurden als Crowdus vermarktet. Offiziell gegründet wurde das Unternehmen erst 1901 in Chicago in Illinois. F. H. Cooper war der Geldgeber. 1902 endete die Produktion.

## Fahrzeuge
Im Angebot standen ausschließlich Elektroautos. Sie hatten ein Rohrrahmen und Holzräder. Der Lenkhebel war gleichzeitig zum Lenken, Beschleunigen und Bremsen ausgelegt. Die Karosserien waren offen. Genannt ist ein Stanhope. Die Höchstgeschwindigkeit der ersten Modelle war mit 37 km/h angegeben.
Bei den Modellen ab 1901 wurde der Schwerpunkt auf die Reichweite gelegt. Sie soll 160 km bei einer Geschwindigkeit von 16 km/h betragen haben.